# Nico Garrone
Nico Garrone (Roma, 2 giugno 1940 – Roma, 21 febbraio 2009) è stato un critico teatrale, drammaturgo, sceneggiatore, regista e direttore artistico italiano, famoso per essere stato il critico de La Repubblica fin dal numero 0 del quotidiano nel 1976.

## Biografia
Autore di diversi saggi sul teatro e di numerose drammatizzazioni di opere letterarie (Ebdomero, Nedda) ma anche sceneggiatore (per due film di Memè Perlini, Grand Hôtel des Palmes e Ferdinando, uomo d'amore ed un documentario di Maria Bosio, Breve ma veridica storia della pittura italiana), regista televisivo (Prima della Prima), regista di documentari sul teatro e il mondo dell'arte. Nel 2006-07 curò un periodico romano dal titolo Off. Quotidiano di Spettacolo.
Ricoprì il ruolo di direttore artistico del Festival di Radicondoli.
Morì a Roma il 21 febbraio 2009, per un tumore.
Era sposato con la fotografa Donatella Rimoldi. Ebbe due figli, Matteo, regista e sceneggiatore, e Stefano.